# Nikolaj Pavlovič Alechin
Nikolaj Pavlovič Alekhin (in russo Николай Павлович Алехин?; 1913 – 1964) è stato un ingegnere sovietico. Alekhin era specializzato nel design dei razzi. 
Gli è stato dedicato il cratere Alekhin sulla superficie della Luna.